# Phylica rogersii
Phylica rogersii är en brakvedsväxtart som beskrevs av Neville Stuart Pillans. Phylica rogersii ingår i släktet Phylica och familjen brakvedsväxter. Inga underarter finns listade i Catalogue of Life.